# شركة باك
شركة باك هي شركة إنتاج تلفزيونية

## التأسيس
تأسست في 7 أيار 1997 , يومها أسّس المساهمون اللبنانيون في المؤسسة اللبنانية للإرسال ، إلى جانب رجل الأعمال السعودي صالح كامل شركة lmh ــ ليبانيز ميديا هولدينغ ــ التي تملك "باك ليميتد "، وlbc الفضائية، وlbc أميركا وlbc أوروبا، وبقيت الـ المؤسسة اللبنانية للإرسال ،شركة مستقلة، بمساهميها اللبنانيين فقط.
والجدير ذكره أن 51% من أسهم باك وال بي سي الفضائية اللبنانية كان يملكها لبنانيون وكان الشيخ بيار الضاهر المساهم الأكبر في هذه النسبة.
في العام 2003 وبنتيجة إتفاق تسوية بين صالح كامل والوليد بن طلال، حلّ هذا الأخير محلّ صالح كامل في شركة lmh، التي تملك الـ lbc sat وباك، بنسبة 49 في المئة وهي حصة صالح كامل، فحافظت الـ المؤسسة اللبنانية للإرسال على العدد الكافي والضروري من الموظفين لتشغيلها، والتحق الموظفون الآخرون بشركة باك للإنتاج.
وفي نهاية عام 2008 تقرّرت زيادة رأس المال بنسبة كبيرة، وبالتالي أصبح الوليد بن طلال يملك الأكثرية المطلقة في باك والفضائية اللبنانية، على أن تستثمر هذه الزيادة لتحسين شبكة البرامج وتطوير الإنتاج تحت إشراف الشيخ بيار الضاهر
عام 2010 ، دخل روبرت مردوخشريكاً في هذه المجموعة وتمّ دمج باك والفضائية اللبنانية بروتانا, وكان بديهياً أن يؤدي تعاون الأمير السعودي وصاحب أكبر إمبراطورية إعلامية في العالم، روبرت مردوخ إلى تطوير المجموعة وتحسينها، لكن ذلك لم يحصل.